# Lista de cheias e secas do Rio Piracicaba (São Paulo)

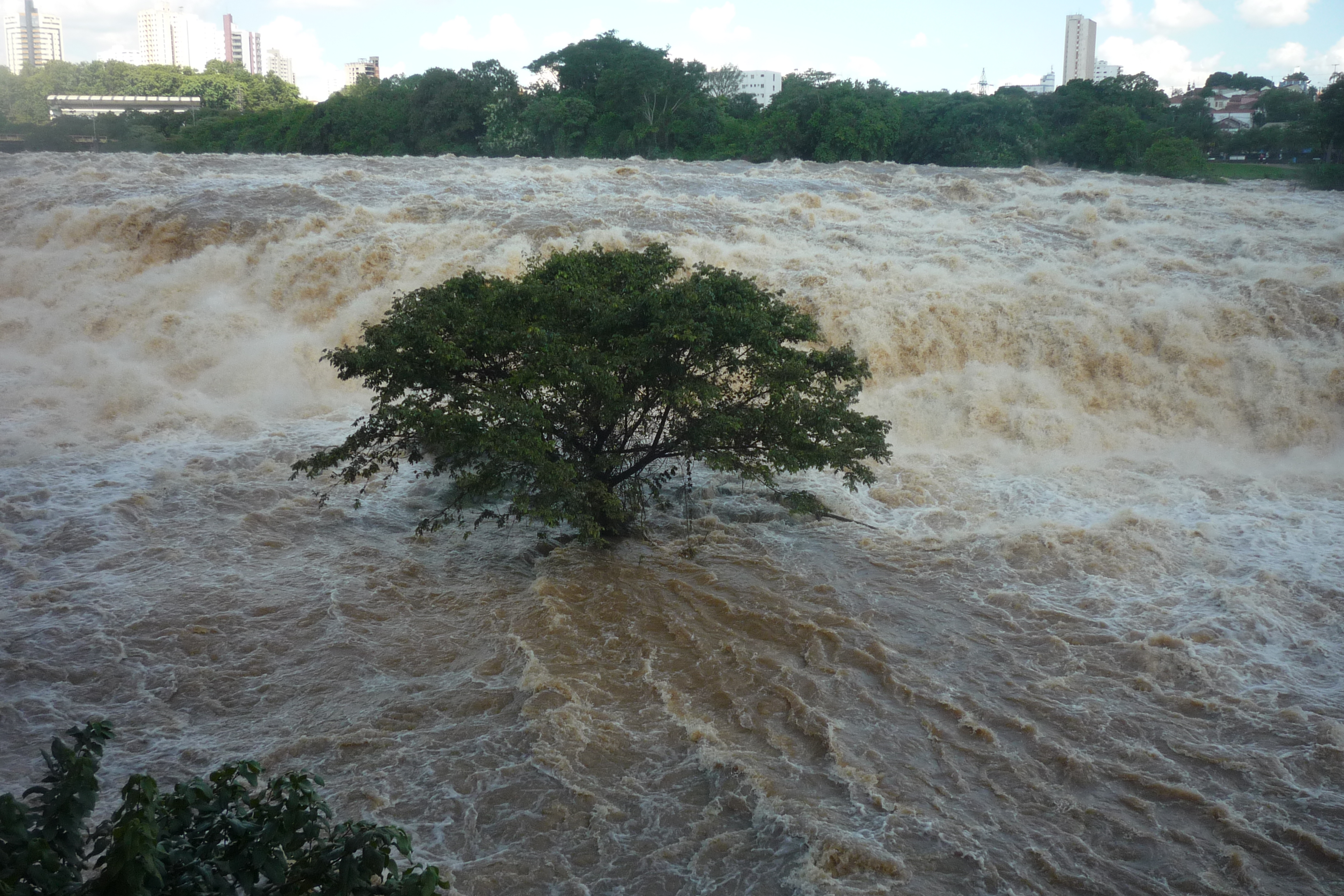
Cheia do Rio Piracicaba (2009).

Esta é uma lista de cheias e secas notáveis que ocorreram no Rio Piracicaba, no estado de São Paulo.

## Lista de cheias e secas
| Ano       | Evento   | Consequências | Parte de                                      | Notas | Referências                            |
| --------- | -------- | --- | --------------------------------------------- | --- | -------------------------------------- |
| 1929      | Enchente | |                                               | - Conhecida como a maior enchente do Rio Piracicaba do século XX. | [ 1 ]                                  |
| 1949      | Seca     | |                                               | - A causa é desconhecida. | [ 2 ]                                  |
| 1970      | Enchente | | La Niña 1970-71                               | | [ 3 ]                                  |
| 1983      | Enchente | - Prejuízos para várias famílias. | El Niño 1982-83                               | - Enchente distribuída em vários meses. - Milhares de moradores foram pegos de surpresa. | [ 3 ] [ 4 ]                            |
| 2009-2010 | Enchente | - Quatro famílias ficaram desabrigadas em Santa Bárbara D'Oeste. | El Niño 2009-10                               | - Represas entraram em estado de alerta. | [ 5 ] [ 6 ]                            |
| 2011      | Enchente | - Prejuízos para comunidades ribeirinhas. - Alagamentos na Rua do Porto, em Piracicaba. |                                               | - Evento de várias enchentes. | [ 4 ] [ 7 ] [ 8 ]                      |
| 2014      | Seca     | - Morte de vários peixes. - Aumento da poluição local, pois havia menos água para diluir o esgoto. - Aparecimento de espuma no rio. - Formação de banco de areia. - Passeio de barcos teve de ser interrompido, com o seu retorno apenas em dezembro do mesmo ano. | Seca na Região Sudeste do Brasil em 2014–2017 | - A estiagem teve o seu início no final de 2013. - Menor nível da água desde o início das medições, em 1964. | [ 4 ] [ 8 ] [ 9 ] [ 10 ] [ 11 ] [ 12 ] |
| 2016      | Enchente | - Alagamentos na Rua do Porto. | Seca na Região Sudeste do Brasil em 2014–2017 | | [ 13 ]                                 |
| 2017      | Enchente | - Houve registro de dois afogamentos. - Morte de um morador. - Acúmulo de lixo. |                                               | | [ 14 ] [ 15 ]                          |
| 2018      | Seca     | | La Niña 2018                                  | - Estiagem de 121 dias na cidade de Piracicaba, sendo a maior registrada no século. | [ 16 ]                                 |
| 2023      | Seca     | - Acúmulo de lixo. | El Niño 2023                                  | - Resultado de um longo período de chuvas fracas e irregulares. - As condições climáticas também provocaram uma chuva de granizo em 12 de agosto de 2023 em Piracicaba. O temporal, por sua vez, resultou em um leve aumento na profundidade do rio. | [ 19 ] [ 20 ]                          |